# Seventeen Days
Seventeen Days es el tercer álbum de estudio de la banda de rock estadounidense 3 Doors Down, lanzado el 8 de febrero de 2005 a cinco años del álbum debut de la banda, The Better Life. El tema "Landing in London" es cantado a dúo por el vocalista de la banda, Brad Arnold, y por Bob Seger.

## Lista de canciones
1. "Right Where I Belong" – 2:31
2. "It's Not Me" – 3:14
3. "Let Me Go" – 3:52
4. "Be Somebody" – 3:15
5. "Landing in London" presentando a Bob Seger – 4:31
6. "The Real Life" – 3:52
7. "Behind Those Eyes" – 4:19
8. "Never Will I Break" – 3:50
9. "Father's Son" – 4:12
10. "Live for Today" – 3:47
11. "My World" – 3:00
12. "Here by Me" – 3:47

## Pistas adicionales
1. "Here Without You (versión acústica)" – 3:52
2. "Away from the Sun (versión acústica)" – 3:45